# Miejska Górka
Miejska Górka is een stad in het Poolse woiwodschap Groot-Polen, gelegen in de powiat Rawicki. De oppervlakte bedraagt 3,09 km², het inwonertal 3108 (2005).